# 卯辰町
卯辰町（うたつまち）は、石川県金沢市の町名。現行行政地名。旧加賀国河北郡小坂荘卯辰村、同郡小金村字卯辰、同郡小坂村字卯辰。

## 地理
東山、子来町との中間に位置している。

## 歴史
- 江戸期 - 加賀国石川郡小坂荘卯辰村が存在。金浦組所属。加賀藩領。
- 1871年8月29日（明治4年7月14日） - 廃藩置県により金沢県の管轄となる。
- 1872年3月10日（明治5年2月2日） - 金沢県が改称して石川県となる。
- 1889年（明治22年）4月1日 - 町村制施行により、小金村発足。同村の字卯辰となる。
- 1907年（明治40年）8月10日 - 合併により、小坂村の大字となる。
- 1936年（昭和11年）4月1日 - 小坂村が金沢市に編入され、同市卯辰町となる。
- 1966年（昭和41年）9月1日 - 住居表示実施により、一部が東山2丁目及び山の上町の一部となる[4]。

## 世帯数と人口
2022年（令和4年）9月1日現在の世帯数と人口は以下のとおりである。
| 町丁 | 世帯数 | 人口 |
| ---- | ------ | ---- |
| 鶯町 | 21世帯 | 39人 |

## 小・中学校の学区
市立小・中学校に通う場合、学区は以下のとおりとなる。
| 番・番地等 | 小学校             | 中学校             |
| ---------- | ------------------ | ------------------ |
| 全域       | 金沢市立明成小学校 | 金沢市立長町中学校 |

## 交通

### 鉄道
町内に鉄道駅はない。

### バス
町内にバス路線はない。

### 道路
町内を通過する国道、県道はない。

## 施設
- 金沢卯辰山工芸工房